# Fighting Myself
„Fighting Myself“ je píseň americké rockové skupiny Linkin Park. Nahrána byla během nahrávání jejich druhého studiového alba Meteora (2003). Oficiálně byla vydána až 24. března 2023 jako druhý singl z reedice k 20. výročí alba.

## Pozadí písně
Napsána a nahrána byla během nahrávání druhého studiového alba Meteora v roce 2002, ale kapela se rozhodla píseň odložit a později ji vydala v rámci reedice k 20. výročí. Mike Shinoda v rozhovoru uvedl, že si myslel, že existuje pouze instrumentální verze, než objevil i vokály. Dne 15. února 2023 píseň neoficiálně odhalil a zahrál během rozhovoru s Howardem Sternem v pořadu The Howard Stern Show.

## Styl písně
Píseň byla popsána jako nu-metal. Rovněž byla přirovnávána k písni „Papercut“ z debutového alba Hybrid Theory.

## Obsazení

### Linkin Park
- Chester Bennington – zpěv
- Mike Shinoda – rap, samplování
- Brad Delson – kytary
- Joe Hahn – gramofony, samplování
- Rob Bourdon – bicí
- Dave Farrell – basová kytara